# Copa del Rey de fútbol 1977-78
La Copa del Rey de fútbol 1977-78 fue la edición número 74 de dicha competición española. Contó con la participación de 174 equipos.

## Primera ronda

### Cuadro
| Equipo 1                  | Agr.       | Equipo 2                          | Ida | Vuelta  |
| ------------------------- | ---------- | --------------------------------- | --- | ------- |
| U. D. Montijo             | 1-9        | A. D. Rayo Vallecano              | 1-4 | 0-5     |
| C. D. Guecho              | 2-3        | Sevilla F. C.                     | 2-0 | 0-3     |
| C. D. Atlético Baleares   | 2-1        | U. D. Salamanca                   | 1-1 | 1-0     |
| C. D. Pegaso              | 2-4        | Cádiz C. F.                       | 2-2 | 0-2     |
| C. D. Moncada             | 2-3        | Algeciras C. F.                   | 1-0 | 1-3     |
| C. D. Valdepeñas          | 0-10       | Real Madrid C. F.                 | 0-7 | 0-3     |
| Vinaroz C. F.             | 4-7        | R. Sporting de Gijón              | 3-2 | 1-5     |
| C. D. Orense              | 0-3        | R. Racing C. de Santander         | 0-2 | 0-1     |
| Hércules C. F.            | 7-2        | U. D. Alcira                      | 6-0 | 1-2     |
| C. D. Gijón               | 1-7        | Elche C. F.                       | 0-2 | 1-5     |
| Villarreal C. F.          | 0-3        | R. C. D. Español                  | 0-1 | 0-2     |
| Albacete Balompié         | 0-3        | Burgos C. F.                      | 0-1 | 0-2     |
| Real Sociedad de F.       | 5-2        | C. D. Acero                       | 5-1 | 0-1     |
| C. Getafe Deportivo       | 4-0        | Crevillente Deportivo             | 2-0 | 2-0     |
| Castilla C. F.            | 1-0        | R. C. D. Mallorca                 | 1-0 | 0-0     |
| C. D. Leganés             | 6-2        | Vélez C. F.                       | 4-0 | 2-2     |
| C. D. Carabanchel         | 4-2        | Jerez Industrial C. F.            | 3-1 | 1-1     |
| U. D. Poblense            | 0-2        | C. D. Ciempozuelos                | 0-1 | 0-1     |
| C. F. Gandía              | 0-4        | C. D. Guadalajara                 | 0-1 | 0-3     |
| A. D. Alcorcón            | 1-5        | C. F. Calvo Sotelo de Puertollano | 0-0 | 1-5     |
| F. C. Barcelona Atlético  | 3-4        | Granada C. F.                     | 2-1 | 1-3     |
| R. S. D. Alcalá           | 2-0        | Baracaldo C. F.                   | 2-0 | 0-0     |
| C. D. Toledo              | 5-1        | A. D. Arganda                     | 3-1 | 2-0     |
| C. D. Masnou              | 5-6        | A. D. Torrejón de Ardoz           | 5-2 | 0-4     |
| C. D. Logroñés            | 1-5        | C. D. Castellón                   | 1-3 | 0-2     |
| Sestao S. C.              | 0-1        | C. D. Tenerife                    | 0-0 | 0-1     |
| Pontevedra C. F.          | 3-5        | Real Oviedo C. F.                 | 1-3 | 2-2     |
| C. D. Olímpico            | 1-2        | Real Murcia C. F.                 | 0-1 | 1-1     |
| Deportivo Alavés          | 4-1        | F. C. Andorra                     | 2-0 | 2-1     |
| Real Valladolid Deportivo | 3-1        | Palencia C. F.                    | 2-0 | 1-1     |
| Real Zaragoza C. D.       | 7-3        | U. D. Las Palmas Atlético         | 3-0 | 4-3     |
| C. Atlético Osasuna       | 3-0        | C. F. Extremadura                 | 3-0 | 0-0     |
| Real Jaén C. F.           | 6-3        | Úbeda C. F.                       | 3-1 | 3-2     |
| C. D. Málaga              | 5-1        | C. F. Sporting Mahonés            | 2-0 | 3-1     |
| C. D. Sabadell C. F.      | 3-0        | C. Gran Peña Celtista             | 2-0 | 1-0     |
| Bilbao Athletic C.        | 5-0        | C. D. Venta de Baños              | 4-0 | 1-0     |
| Racing C. de Ferrol       | 4-2        | C. D. Villena                     | 3-1 | 1-1     |
| C. D. Eldense             | 6-4        | C. D. Don Benito                  | 5-1 | 1-3     |
| S. D. Gimnástica Arandina | 2-5        | Real Unión Club                   | 2-1 | 0-4     |
| Onteniente C. F.          | 5-0        | Caudal Deportivo                  | 4-0 | 1-0     |
| Sevilla Atlético C.       | 5-3        | Paterna C. F.                     | 2-2 | 3-1     |
| Noya S. D.                | 1-3        | S. D. Huesca                      | 1-0 | 0-3     |
| S. D. Valmaseda C. F.     | 1-10       | Levante U. D.                     | 1-3 | 0-7     |
| Ag. D. Ceuta              | 4-3        | C. D. Calahorra                   | 3-0 | 1-3     |
| C. F. Gavá                | [ 1 ]      | C. Atlético de Ceuta              |     | {{{7}}} |
| Racing C. Portuense       | 0-3        | C. D. Tudelano                    | 0-1 | 0-2     |
| Xerez C. D.               | 5-2        | C. D. Constancia                  | 4-1 | 1-1     |
| U. P. Langreo             | 4-0        | C. Gimnástico Melilla             | 3-0 | 1-0     |
| Santoña C. F.             | 2-5        | U. D. Lérida                      | 1-1 | 1-4     |
| Linares C. F.             | 7-3        | C. D. Manchego                    | 5-1 | 2-2     |
| C. D. Basconia            | 1-3        | C. D. San Andrés                  | 1-0 | 0-3     |
| A. D. Almería             | 2-3        | C. D. San Fernando                | 2-1 | 0-2     |
| S. D. Portmany            | 1-4        | Gerona C. F.                      | 1-0 | 0-4     |
| Cultural D. Leonesa       | 4-2        | Real Avilés C. F.                 | 2-1 | 2-1     |
| C. D. Badajoz             | 3-1        | U. D. Gijón Industrial            | 3-0 | 0-1     |
| S. D. Ponferradina        | 4-6        | C. D. Alcoyano                    | 2-0 | 2-6     |
| U. P. Plasencia           | 3-2        | C. D. Naval                       | 3-0 | 0-2     |
| C. F. Reus Deportivo      | 2-0        | Puerto Real C. F.                 | 1-0 | 1-0     |
| C. D. Salmantino          | 2-3        | S. D. Rayo Cantabria              | 1-0 | 1-3     |
| C. D. Lugo                | 2-3        | R. S. Gimnástica de Torrelavega   | 2-1 | 0-2     |
| U. D. Porreras            | 4-5        | U. D. Español de SVR              | 2-1 | 2-4     |
| C. D. Estepona            | 1-2        | Arosa S. C.                       | 1-0 | 0-2     |
| Fabril Deportivo          | 2-1        | C. P. Cacereño                    | 1-0 | 1-1     |
| C. D. Mestalla            | 2-0        | Yeclano C. F.                     | 2-0 | 0-0     |
| Mérida Industrial C. F.   | 1-2        | C. Gimnástico de Tarragona        | 0-0 | 1-2     |
| C. D. Motril              | 1-3        | A. P. Almansa                     | 1-1 | 0-2     |
| S. D. Huesca "B"          | 1-4        | Peña Sport C. F.                  | 1-3 | 0-1     |
| Tarrasa C. F.             | 5-6        | C. D. Mirandés                    | 4-0 | 1-6     |
| C. D. La Cava             | 4-1        | C. D. Diter Zafra                 | 2-0 | 2-1     |
| U. D. Figueras            | 11-4       | Arenas C. de Guecho               | 7-2 | 4-2     |
| C. D. Malgrat             | (pen.) 1-1 | Sporting Celanova C. F.           | 0-0 | 1-1     |
| Orihuela Deportiva C. F.  | 3-1        | U. D. Vich                        | 2-1 | 1-0     |
| C. D. Europa              | 4-2        | C. F. Badalona                    | 2-1 | 2-1     |
| Cartagena F. C.           | 3-2        | Club Guernica                     | 2-0 | 1-2     |
| C. D. Júpiter             | 5-6        | C. D. Colonia Moscardó            | 3-2 | 2-4     |
| C. D. Margaritense        | 0-6        | C. Atlético Marbella              | 0-0 | 0-6     |
| R. B. Linense             | 1-0        | S. D. Ibiza                       | 1-0 | 0-0     |
| C. D. Hospitalet          | 3-3 (pen.) | C. D. Sariñena                    | 2-0 | 1-3     |
| S. D. Compostela          | 1-4        | Córdoba C. F.                     | 0-1 | 1-3     |
| Burgos Promesas C. F.     | 0-10       | Valencia C. F.                    | 0-3 | 0-7     |
| Toscal C. F.              | 3-4        | R. C. Recreativo de Huelva        | 3-1 | 0-3     |
| C. Atlético Monzón        | 1-3        | R. C. Celta de Vigo               | 1-0 | 0-3     |
| Talavera C. F.            | 1-0        | Zamora C. F.                      | 1-0 | 0-0     |
| R. C. D. Coruña           | 3-2        | C. D. Ensidesa                    | 1-0 | 2-2     |

1. ↑  El C. Atlético de Ceuta se retiró antes de iniciarse la competición pro lo que el  C. F. Gavá se clasificó directamente para la siguiente ronda

### Partidos
| Ida; 07 de septiembre de 1977 | U. D. Montijo | 1:4 | A. D. Rayo Vallecano |  |  |

| Vuelta; 29 de septiembre de 1977 | A. D. Rayo Vallecano | 5:0 (Global 9:1) | U. D. Montijo |  |  |

| Ida; 13 de septiembre de 1977 | C. D. Guecho | 2:0 | Sevilla F. C. |  |  |

| Vuelta; 28 de septiembre de 1977 | Sevilla F. C. | 3:0 (Global 3:2) | C. D. Guecho |  |  |

| Ida; 13 de septiembre de 1977 | C. D. Atlético Baleares | 1:1 | U. D. Salamanca |  |  |

| Vuelta; 28 de septiembre de 1977 | U. D. Salamanca | 0:1 (Global 1:2) | C. D. Atlético Baleares |  |  |

| Ida; 13 de septiembre de 1977 | C. D. Pegaso | 2:2 | Cádiz C. F. |  |  |

| Vuelta; 20 de septiembre de 1977 | Cádiz C. F. | 2:0 (Global 4:2) | C. D. Pegaso |  |  |

| Ida; 13 de septiembre de 1977 | C. D. Moncada | 1:0 | Algeciras C. F. |  |  |

| Vuelta; 28 de septiembre de 1977 | Algeciras C. F. | 3:1 (Global 3:2) | C. D. Moncada |  |  |

| Ida; 14 de septiembre de 1977 | C. D. Valdepeñas | 0:7 | Real Madrid C. F. |  |  |

| Vuelta; 27 de septiembre de 1977 | Real Madrid C. F. | 3:0 (Global 10:0) | C. D. Valdepeñas |  |  |

| Ida; 14 de septiembre de 1977 | Vinaroz C. F. | 3:2 | R. Sporting de Gijón |  |  |

| Vuelta; 27 de septiembre de 1977 | R. Sporting de Gijón | 5:1 (Global 7:4) | Vinaroz C. F. |  |  |

| Ida; 14 de septiembre de 1977 | C. D. Orense | 0:2 | R. Racing C. de Santander |  |  |

| Vuelta; 28 de septiembre de 1977 | R. Racing C. de Santander | 1:0 (Global 3:0) | C. D. Orense |  |  |

| Ida; 14 de septiembre de 1977 | Hércules C. F. | 6:0 | U. D. Alcira |  |  |

| Vuelta; 28 de septiembre de 1977 | U. D. Alcira | 2:1 (Global 2:7) | Hércules C. F. |  |  |

| Ida; 14 de septiembre de 1977 | C. D. Gijón | 0:2 | Elche C. F. |  |  |

| Vuelta; 28 de septiembre de 1977 | Elche C. F. | 5:1 (Global 7:1) | C. D. Gijón |  |  |

| Ida; 14 de septiembre de 1977 | Villarreal C. F. | 0:1 | R. C. D. Español |  |  |

| Vuelta; 28 de septiembre de 1977 | R. C. D. Español | 2:0 (Global 3:0) | Villarreal C. F. |  |  |

| Ida; 14 de septiembre de 1977 | Albacete Balompié | 0:1 | Burgos C. F. |  |  |

| Vuelta; 28 de septiembre de 1977 | Burgos C. F. | 2:0 (Global 3:0) | Albacete Balompié |  |  |

| Ida; 14 de septiembre de 1977 | Real Sociedad de F. | 5:1 | C. D. Acero |  |  |

| Vuelta; 29 de septiembre de 1977 | C. D. Acero | 1:0 (Global 2:5) | Real Sociedad de F. |  |  |

| Ida; 14 de septiembre de 1977 | C. Getafe Deportivo | 2:0 | Crevillente Deportivo |  |  |

| Vuelta; 04 de octubre de 1977 | Crevillente Deportivo | 0:2 (Global 0:4) | C. Getafe Deportivo |  |  |

| Ida; 14 de septiembre de 1977 | Castilla C. F. | 1:0 | R. C. D. Mallorca |  |  |

| Vuelta; 28 de septiembre de 1977 | R. C. D. Mallorca | 0:0 (Global 0:1) | Castilla C. F. |  |  |

| Ida; 14 de septiembre de 1977 | C. D. Leganés | 4:0 | Vélez C. F. |  |  |

| Vuelta; 28 de septiembre de 1977 | Vélez C. F. | 2:2 (Global 2:6) | C. D. Leganés |  |  |

| Ida; 14 de septiembre de 1977 | C. D. Carabanchel | 3:1 | Jerez Industrial C. F. |  |  |

| Vuelta; 28 de septiembre de 1977 | Jerez Industrial C. F. | 1:1 (Global 2:4) | C. D. Carabanchel |  |  |

| Ida; 14 de septiembre de 1977 | U. D. Poblense | 0:1 | C. D. Ciempozuelos |  |  |

| Vuelta; 28 de septiembre de 1977 | C. D. Ciempozuelos | 1:0 (Global 2:0) | U. D. Poblense |  |  |

| Ida; 14 de septiembre de 1977 | C. F. Gandía | 0:1 | C. D. Guadalajara |  |  |

| Vuelta; 28 de septiembre de 1977 | C. D. Guadalajara | 3:0 (Global 4:0) | C. F. Gandía |  |  |

| Ida; 14 de septiembre de 1977 | A. D. Alcorcón | 0:0 | C. F. Calvo Sotelo de Puertollano |  |  |

| Vuelta; 28 de septiembre de 1977 | C. F. Calvo Sotelo de Puertollano | 5:1 (Global 5:1) | A. D. Alcorcón |  |  |

| Ida; 14 de septiembre de 1977 | F. C. Barcelona Atlético | 2:1 | Granada C. F. |  |  |

| Vuelta; 28 de septiembre de 1977 | Granada C. F. | 3:1 (Global 4:3) | F. C. Barcelona Atlético |  |  |

| Ida; 14 de septiembre de 1977 | R. S. D. Alcalá | 2:0 | Baracaldo C. F. |  |  |

| Vuelta; 28 de septiembre de 1977 | Baracaldo C. F. | 0:0 (Global 0:2) | R. S. D. Alcalá |  |  |

| Ida; 14 de septiembre de 1977 | C. D. Toledo | 3:1 | A. D. Arganda |  |  |

| Vuelta; 28 de septiembre de 1977 | A. D. Arganda | 0:2 (Global 1:5) | C. D. Toledo |  |  |

| Ida; 14 de septiembre de 1977 | C. D. Masnou | 5:2 | A. D. Torrejón de Ardoz |  |  |

| Vuelta; 28 de septiembre de 1977 | A. D. Torrejón de Ardoz | 4:0 (Global 6:5) | C. D. Masnou |  |  |

| Ida; 14 de septiembre de 1977 | C. D. Logroñés | 1:3 | C. D. Castellón |  |  |

| Vuelta; 28 de septiembre de 1977 | C. D. Castellón | 2:0 (Global 5:1) | C. D. Logroñés |  |  |

| Ida; 14 de septiembre de 1977 | Sestao S. C. | 0:0 | C. D. Tenerife |  |  |

| Vuelta; 28 de septiembre de 1977 | C. D. Tenerife | 1:0 (Global 1:0) | Sestao S. C. |  |  |

| Ida; 14 de septiembre de 1977 | Pontevedra C. F. | 1:3 | Real Oviedo C. F. |  |  |

| Vuelta; 28 de septiembre de 1977 | Real Oviedo C. F. | 2:2 (Global 5:3) | Pontevedra C. F. |  |  |

| Ida; 14 de septiembre de 1977 | C. D. Olímpico | 0:1 | Real Murcia C. F. |  |  |

| Vuelta; 28 de septiembre de 1977 | Real Murcia C. F. | 1:1 (Global 2:1) | C. D. Olímpico |  |  |

| Ida; 14 de septiembre de 1977 | Deportivo Alavés | 2:0 | F. C. Andorra |  |  |

| Vuelta; 28 de septiembre de 1977 | F. C. Andorra | 1:2 (Global 1:4) | Deportivo Alavés |  |  |

| Ida; 14 de septiembre de 1977 | Real Valladolid Deportivo | 2:0 | Palencia C. F. |  |  |

| Vuelta; 29 de septiembre de 1977 | Palencia C. F. | 1:1 (Global 1:3) | Real Valladolid Deportivo |  |  |

| Ida; 14 de septiembre de 1977 | Real Zaragoza C. D. | 3:0 | U. D. Las Palmas Atlético |  |  |

| Vuelta; 28 de septiembre de 1977 | U. D. Las Palmas Atlético | 3:4 (Global 3:7) | Real Zaragoza C. D. |  |  |

| Ida; 14 de septiembre de 1977 | C. Atlético Osasuna | 3:0 | C. F. Extremadura |  |  |

| Vuelta; 27 de septiembre de 1977 | C. F. Extremadura | 0:0 (Global 0:3) | C. Atlético Osasuna |  |  |

| Ida; 14 de septiembre de 1977 | Real Jaén C. F. | 3:1 | Úbeda C. F. |  |  |

| Vuelta; 29 de septiembre de 1977 | Úbeda C. F. | 2:3 (Global 3:6) | Real Jaén C. F. |  |  |

| Ida; 14 de septiembre de 1977 | C. D. Málaga | 2:0 | C. F. Sporting Mahonés |  |  |

| Vuelta; 28 de septiembre de 1977 | C. F. Sporting Mahonés | 1:3 (Global 1:5) | C. D. Málaga |  |  |

| Ida; 14 de septiembre de 1977 | C. D. Sabadell C. F. | 2:0 | C. Gran Peña Celtista |  |  |

| Vuelta; 27 de septiembre de 1977 | C. Gran Peña Celtista | 0:1 (Global 0:3) | C. D. Sabadell C. F. |  |  |

| Ida; 14 de septiembre de 1977 | Bilbao Athletic C. | 4:0 | C. D. Venta de Baños |  |  |

| Vuelta; 29 de septiembre de 1977 | C. D. Venta de Baños | 0:1 (Global 0:5) | Bilbao Athletic C. |  |  |

| Ida; 14 de septiembre de 1977 | Racing C. de Ferrol | 3:1 | C. D. Villena |  |  |

| Vuelta; 28 de septiembre de 1977 | C. D. Villena | 1:1 (Global 2:4) | Racing C. de Ferrol |  |  |

| Ida; 14 de septiembre de 1977 | C. D. Eldense | 5:1 | C. D. Don Benito |  |  |

| Vuelta; 28 de septiembre de 1977 | C. D. Don Benito | 3:1 (Global 4:6) | C. D. Eldense |  |  |

| Ida; 14 de septiembre de 1977 | S. D. Gimnástica Arandina | 2:1 | Real Unión Club |  |  |

| Vuelta; 28 de septiembre de 1977 | Real Unión Club | 4:0 (Global 5:2) | S. D. Gimnástica Arandina |  |  |

| Ida; 14 de septiembre de 1977 | Onteniente C. F. | 4:0 | Caudal Deportivo |  |  |

| Vuelta; 28 de septiembre de 1977 | Caudal Deportivo | 0:1 (Global 0:5) | Onteniente C. F. |  |  |

| Ida; 14 de septiembre de 1977 | Sevilla Atlético C. | 2:2 | Paterna C. F. |  |  |

| Vuelta; 28 de septiembre de 1977 | Paterna C. F. | 1:3 (Global 3:5) | Sevilla Atlético C. |  |  |

| Ida; 14 de septiembre de 1977 | Noya S. D. | 1:0 | S. D. Huesca |  |  |

| Vuelta; 28 de septiembre de 1977 | S. D. Huesca | 3:0 (Global 3:1) | Noya S. D. |  |  |

| Ida; 14 de septiembre de 1977 | S. D. Valmaseda C. F. | 1:3 | Levante U. D. |  |  |

| Vuelta; 05 de octubre de 1977 | Levante U. D. | 7:0 (Global 10:1) | S. D. Valmaseda C. F. |  |  |

| Ida; 14 de septiembre de 1977 | Ag. D. Ceuta | 3:0 | C. D. Calahorra |  |  |

| Vuelta; 28 de septiembre de 1977 | C. D. Calahorra | 3:1 (Global 3:4) | Ag. D. Ceuta |  |  |

| Ida; 14 de septiembre de 1977 | Racing C. Portuense | 0:1 | C. D. Tudelano |  |  |

| Vuelta; 28 de septiembre de 1977 | C. D. Tudelano | 2:0 (Global 3:0) | Racing C. Portuense |  |  |

| Ida; 14 de septiembre de 1977 | Xerez C. D. | 4:1 | C. D. Constancia |  |  |

| Vuelta; 29 de septiembre de 1977 | C. D. Constancia | 1:1 (Global 2:5) | Xerez C. D. |  |  |

| Ida; 14 de septiembre de 1977 | U. P. Langreo | 3:0 | C. Gimnástico Melilla |  |  |

| Vuelta; 28 de septiembre de 1977 | C. Gimnástico Melilla | 0:1 (Global 0:4) | U. P. Langreo |  |  |

| Ida; 14 de septiembre de 1977 | Santoña C. F. | 1:1 | U. D. Lérida |  |  |

| Vuelta; 28 de septiembre de 1977 | U. D. Lérida | 4:1 (Global 5:2) | Santoña C. F. |  |  |

| Ida; 14 de septiembre de 1977 | Linares C. F. | 5:1 | C. D. Manchego |  |  |

| Vuelta; 28 de septiembre de 1977 | C. D. Manchego | 2:2 (Global 3:7) | Linares C. F. |  |  |

| Ida; 14 de septiembre de 1977 | C. D. Basconia | 1:0 | C. D. San Andrés |  |  |

| Vuelta; 28 de septiembre de 1977 | C. D. San Andrés | 3:0 (Global 3:1) | C. D. Basconia |  |  |

| Ida; 14 de septiembre de 1977 | A. D. Almería | 2:1 | C. D. San Fernando |  |  |

| Vuelta; 28 de septiembre de 1977 | C. D. San Fernando | 2:0 (Global 3:2) | A. D. Almería |  |  |

| Ida; 14 de septiembre de 1977 | S. D. Portmany | 1:0 | Gerona C. F. |  |  |

| Vuelta; 28 de septiembre de 1977 | Gerona C. F. | 4:0 (Global 4:1) | S. D. Portmany |  |  |

| Ida; 14 de septiembre de 1977 | Cultural D. Leonesa | 2:1 | Real Avilés C. F. |  |  |

| Vuelta; 29 de septiembre de 1977 | Real Avilés C. F. | 1:2 (Global 2:4) | Cultural D. Leonesa |  |  |

| Ida; 14 de septiembre de 1977 | C. D. Badajoz | 3:0 | U. D. Gijón Industrial |  |  |

| Vuelta; 29 de septiembre de 1977 | U. D. Gijón Industrial | 1:0 (Global 1:3) | C. D. Badajoz |  |  |

| Ida; 14 de septiembre de 1977 | S. D. Ponferradina | 2:0 | C. D. Alcoyano |  |  |

| Vuelta; 28 de septiembre de 1977 | C. D. Alcoyano | 6:2 (Global 6:4) | S. D. Ponferradina |  |  |

| Ida; 14 de septiembre de 1977 | U. P. Plasencia | 3:0 | C. D. Naval |  |  |

| Vuelta; 28 de septiembre de 1977 | C. D. Naval | 2:0 (Global 2:3) | U. P. Plasencia |  |  |

| Ida; 14 de septiembre de 1977 | C. F. Reus Deportivo | 1:0 | Puerto Real C. F. |  |  |

| Vuelta; 28 de septiembre de 1977 | Puerto Real C. F. | 0:1 (Global 0:2) | C. F. Reus Deportivo |  |  |

| Ida; 14 de septiembre de 1977 | C. D. Salmantino | 1:0 | S. D. Rayo Cantabria |  |  |

| Vuelta; 29 de septiembre de 1977 | S. D. Rayo Cantabria | 3:1 (Global 3:2) | C. D. Salmantino |  |  |

| Ida; 14 de septiembre de 1977 | C. D. Lugo | 2:1 | R. S. Gimnástica de Torrelavega |  |  |

| Vuelta; 28 de septiembre de 1977 | R. S. Gimnástica de Torrelavega | 2:0 (Global 3:2) | C. D. Lugo |  |  |

| Ida; 14 de septiembre de 1977 | U. D. Porreras | 2:1 | U. D. Español de SVR |  |  |

| Vuelta; 28 de septiembre de 1977 | U. D. Español de SVR | 4:2 (Global 5:4) | U. D. Porreras |  |  |

| Ida; 14 de septiembre de 1977 | C. D. Estepona | 1:0 | Arosa S. C. |  |  |

| Vuelta; 28 de septiembre de 1977 | Arosa S. C. | 2:0 (Global 2:1) | C. D. Estepona |  |  |

| Ida; 14 de septiembre de 1977 | Fabril Deportivo | 1:0 | C. P. Cacereño |  |  |

| Vuelta; 28 de septiembre de 1977 | C. P. Cacereño | 1:1 (Global 1:2) | Fabril Deportivo |  |  |

| Ida; 14 de septiembre de 1977 | C. D. Mestalla | 2:0 | Yeclano C. F. |  |  |

| Vuelta; 22 de septiembre de 1977 | Yeclano C. F. | 0:0 (Global 0:2) | C. D. Mestalla |  |  |

| Ida; 14 de septiembre de 1977 | Mérida Industrial C. F. | 0:0 | C. Gimnástico de Tarragona |  |  |

| Vuelta; 28 de septiembre de 1977 | C. Gimnástico de Tarragona | 2:1 (Global 2:1) | Mérida Industrial C. F. |  |  |

| Ida; 14 de septiembre de 1977 | C. D. Motril | 1:1 | A. P. Almansa |  |  |

| Vuelta; 28 de septiembre de 1977 | A. P. Almansa | 2:0 (Global 3:1) | C. D. Motril |  |  |

| Ida; 14 de septiembre de 1977 | S. D. Huesca "B" | 1:3 | Peña Sport C. F. |  |  |

| Vuelta; 28 de septiembre de 1977 | Peña Sport C. F. | 1:0 (Global 4:1) | S. D. Huesca "B" |  |  |

| Ida; 14 de septiembre de 1977 | Tarrasa C. F. | 4:0 | C. D. Mirandés |  |  |

| Vuelta; 28 de septiembre de 1977 | C. D. Mirandés | 6:1 (Global 6:5) | Tarrasa C. F. |  |  |

| Ida; 14 de septiembre de 1977 | C. D. La Cava | 2:0 | C. D. Diter Zafra |  |  |

| Vuelta; 28 de septiembre de 1977 | C. D. Diter Zafra | 1:2 (Global 1:4) | C. D. La Cava |  |  |

| Ida; 14 de septiembre de 1977 | U. D. Figueras | 7:2 | Arenas C. de Guecho |  |  |

| Vuelta; 27 de septiembre de 1977 | Arenas C. de Guecho | 2:4 (Global 4:11) | U. D. Figueras |  |  |

| Ida; 14 de septiembre de 1977 | C. D. Malgrat | 0:0 | Sporting Celanova C. F. |  |  |

| Vuelta; 28 de septiembre de 1977 | Sporting Celanova C. F. | 1:1 (t. s.)(3-4 p.)(Global 1:1) | C. D. Malgrat |  |  |

| Ida; 14 de septiembre de 1977 | Orihuela Deportiva C. F. | 2:1 | U. D. Vich |  |  |

| Vuelta; 28 de septiembre de 1977 | U. D. Vich | 0:1 (Global 1:3) | Orihuela Deportiva C. F. |  |  |

| Ida; 14 de septiembre de 1977 | C. D. Europa | 2:1 | C. F. Badalona |  |  |

| Vuelta; 28 de septiembre de 1977 | C. F. Badalona | 1:2 (Global 2:4) | C. D. Europa |  |  |

| Ida; 14 de septiembre de 1977 | Cartagena F. C. | 2:0 | Club Guernica |  |  |

| Vuelta; 28 de septiembre de 1977 | Club Guernica | 2:1 (Global 2:3) | Cartagena F. C. |  |  |

| Ida; 15 de septiembre de 1977 | C. D. Júpiter | 3:2 | C. D. Colonia Moscardó |  |  |

| Vuelta; 28 de septiembre de 1977 | C. D. Colonia Moscardó | 4:2 (Global 6:5) | C. D. Júpiter |  |  |

| Ida; 15 de septiembre de 1977 | C. D. Margaritense | 0:0 | C. Atlético Marbella |  |  |

| Vuelta; 28 de septiembre de 1977 | C. Atlético Marbella | 6:0 (Global 6:0) | C. D. Margaritense |  |  |

| Ida; 15 de septiembre de 1977 | R. B. Linense | 1:0 | S. D. Ibiza |  |  |

| Vuelta; 28 de septiembre de 1977 | S. D. Ibiza | 0:0 (Global 0:1) | R. B. Linense |  |  |

| Ida; 15 de septiembre de 1977 | C. D. Hospitalet | 2:0 | C. D. Sariñena |  |  |

| Vuelta; 28 de septiembre de 1977 | C. D. Sariñena | 3:1 (t. s.)(5-3 p.)(Global 3:3) | C. D. Hospitalet |  |  |

| Ida; 15 de septiembre de 1977 | S. D. Compostela | 0:1 | Córdoba C. F. |  |  |

| Vuelta; 28 de septiembre de 1977 | Córdoba C. F. | 3:1 (Global 4:1) | S. D. Compostela |  |  |

| Ida; 20 de septiembre de 1977 | Burgos Promesas C. F. | 0:3 | Valencia C. F. |  |  |

| Vuelta; 28 de septiembre de 1977 | Valencia C. F. | 7:0 (Global 10:0) | Burgos Promesas C. F. |  |  |

| Ida; 20 de septiembre de 1977 | Toscal C. F. | 3:1 | R. C. Recreativo de Huelva |  |  |

| Vuelta; 28 de septiembre de 1977 | R. C. Recreativo de Huelva | 3:0 (Global 4:3) | Toscal C. F. |  |  |

| Ida; 21 de septiembre de 1977 | C. Atlético Monzón | 1:0 | R. C. Celta de Vigo |  |  |

| Vuelta; 05 de octubre de 1977 | R. C. Celta de Vigo | 3:0 (Global 3:1) | C. Atlético Monzón |  |  |

| Ida; 21 de septiembre de 1977 | Talavera C. F. | 1:0 | Zamora C. F. |  |  |

| Vuelta; 19 de octubre de 1977 | Zamora C. F. | 0:0 (Global 0:1) | Talavera C. F. |  |  |

| Ida; 22 de septiembre de 1977 | R. C. D. Coruña | 1:0 | C. D. Ensidesa |  |  |

| Vuelta; 28 de septiembre de 1977 | C. D. Ensidesa | 2:2 (Global 2:3) | R. C. D. Coruña |  |  |

## Segunda ronda

### Cuadro
| Equipo 1                           | Agr.       | Equipo 2                          | Ida | Vuelta |
| ---------------------------------- | ---------- | --------------------------------- | --- | ------ |
| Real Valladolid Deportivo Promesas | 1-3        | Elche C. F.                       | 0-2 | 1-1    |
| Peña Sport C. F.                   | 0-4        | Real Valladolid Deportivo         | 0-2 | 0-2    |
| Algeciras C. F.                    | 2-10       | Real Madrid C. F.                 | 0-6 | 2-4    |
| Castilla C. F.                     | 5-5 (pen.) | C. D. Sabadell C. F.              | 4-3 | 1-2    |
| C. D. Leganés                      | 1-5        | C. D. Eldense                     | 1-2 | 0-3    |
| C. D. Ciempozuelos                 | 3-2        | U. D. Lérida                      | 2-1 | 1-1    |
| R. S. D. Alcalá                    | 1-10       | Valencia C. F.                    | 1-3 | 0-7    |
| Burgos C. F.                       | 4-1        | S. D. Huesca                      | 2-0 | 2-1    |
| Ag. D. Ceuta                       | 1-6        | R. C. D. Español                  | 1-1 | 0-5    |
| C. D. Atlético Baleares            | 2-3        | Cádiz C. F.                       | 1-0 | 1-3    |
| C. D. Tudelano                     | 3-6        | R. Sporting de Gijón              | 2-1 | 1-5    |
| U. D. Figueras                     | 3-4        | R. Racing C. de Santander         | 1-2 | 2-2    |
| C. D. Carabanchel                  | 5-2        | C. F. Calvo Sotelo de Puertollano | 4-1 | 1-1    |
| A. P. Almansa                      | 1-4        | A. D. Rayo Vallecano              | 0-2 | 1-2    |
| C. Atlético Osasuna                | 4-1        | C. D. Guadalajara                 | 2-0 | 2-1    |
| R. C. D. Coruña                    | 5-1        | U. P. Plasencia                   | 3-0 | 2-1    |
| C. D. Europa                       | 3-8        | C. D. Málaga                      | 3-3 | 0-5    |
| Real Jaén C. F.                    | 1-4        | Real Unión Club                   | 1-1 | 0-3    |
| Onteniente C. F.                   | 1-0        | A. D. Torrejón de Ardoz           | 1-0 | 0-0    |
| Gerona C. F.                       | 5-1        | C. D. Alcoyano                    | 3-0 | 2-1    |
| C. D. Mestalla                     | 4-2        | Sevilla Atlético C.               | 3-0 | 1-2    |
| U. D. Español de SVR               | 0-1        | C. D. Mirandés                    | 0-0 | 0-1    |
| C. D. Toledo                       | (pen.) 3-3 | C. D. Badajoz                     | 2-0 | 1-3    |
| Talavera C. F.                     | 2-0        | Arosa S. C.                       | 2-0 | 0-0    |
| C. D. Sariñena                     | 1-5        | S. D. Rayo Cantabria              | 0-2 | 1-3    |
| C. D. San Fernando                 | 5-1        | C. Gimnástico de Tarragona        | 4-1 | 1-0    |
| Sevilla F. C.                      | 4-1        | C. D. San Andrés                  | 2-0 | 2-1    |
| Orihuela Deportiva C. F.           | 0-3        | Deportivo Alavés                  | 0-1 | 0-2    |
| Real Oviedo C. F.                  | 4-1        | Cultural D. Leonesa               | 2-0 | 2-1    |
| U. P. Langreo                      | 1-3        | Granada C. F.                     | 1-0 | 0-3    |
| Racing C. de Ferrol                | 3-5        | Real Murcia C. F.                 | 2-0 | 1-5    |
| Levante U. D.                      | 9-2        | C. D. Colonia Moscardó            | 5-0 | 4-2    |
| Real Sociedad de F.                | (pen.) 3-3 | Xerez C. D.                       | 1-1 | 2-2    |
| C. Atlético Marbella               | 4-3        | R. S. Gimnástica de Torrelavega   | 4-1 | 0-2    |
| Córdoba C. F.                      | 3-1        | Bilbao Athletic C.                | 1-0 | 2-1    |
| R. C. Recreativo de Huelva         | 4-2        | R. B. Linense                     | 2-0 | 2-2    |
| C. F. Reus Deportivo               | 0-5        | Real Zaragoza C. D.               | 0-0 | 0-5    |
| R. C. Celta de Vigo                | 2-1        | Cartagena F. C.                   | 2-0 | 0-1    |
| C. D. Tenerife                     | 2-1        | C. D. Malgrat                     | 2-0 | 0-1    |
| C. D. La Cava                      | 2-5        | Linares C. F.                     | 1-3 | 1-2    |
| C. F. Gavá                         | 2-3        | C. D. Castellón                   | 1-1 | 1-2    |
| Fabril Deportivo                   | 0-7        | Hércules C. F.                    | 0-3 | 0-4    |

### Partidos
| Ida; 19 de octubre de 1977 | Real Valladolid Deportivo Promesas | 0:2 | Elche C. F. |  |  |

| Vuelta; 16 de noviembre de 1977 | Elche C. F. | 1:1 (Global 3:1) | Real Valladolid Deportivo Promesas |  |  |

| Ida; 25 de octubre de 1977 | Peña Sport C. F. | 0:2 | Real Valladolid Deportivo |  |  |

| Vuelta; 01 de noviembre de 1977 | Real Valladolid Deportivo | 2:0 (Global 4:0) | Peña Sport C. F. |  |  |

| Ida; 01 de noviembre de 1977 | Algeciras C. F. | 0:6 | Real Madrid C. F. |  |  |

| Vuelta; 16 de noviembre de 1977 | Real Madrid C. F. | 4:2 (Global 10:2) | Algeciras C. F. |  |  |

| Ida; 01 de noviembre de 1977 | Castilla C. F. | 4:3 | C. D. Sabadell C. F. |  |  |

| Vuelta; 16 de noviembre de 1977 | C. D. Sabadell C. F. | 2:1 (t. s.)(4-3 p.)(Global 5:5) | Castilla C. F. |  |  |

| Ida; 01 de noviembre de 1977 | C. D. Leganés | 1:2 | C. D. Eldense |  |  |

| Vuelta; 16 de noviembre de 1977 | C. D. Eldense | 3:0 (Global 5:1) | C. D. Leganés |  |  |

| Ida; 01 de noviembre de 1977 | C. D. Ciempozuelos | 2:1 | U. D. Lérida |  |  |

| Vuelta; 16 de noviembre de 1977 | U. D. Lérida | 1:1 (Global 2:3) | C. D. Ciempozuelos |  |  |

| Ida; 01 de noviembre de 1977 | R. S. D. Alcalá | 1:3 | Valencia C. F. |  |  |

| Vuelta; 16 de noviembre de 1977 | Valencia C. F. | 7:0 (Global 10:1) | R. S. D. Alcalá |  |  |

| Ida; 01 de noviembre de 1977 | Burgos C. F. | 2:0 | S. D. Huesca |  |  |

| Vuelta; 16 de noviembre de 1977 | S. D. Huesca | 1:2 (Global 1:4) | Burgos C. F. |  |  |

| Ida; 01 de noviembre de 1977 | Ag. D. Ceuta | 1:1 | R. C. D. Español |  |  |

| Vuelta; 09 de noviembre de 1977 | R. C. D. Español | 5:0 (Global 6:1) | Ag. D. Ceuta |  |  |

| Ida; 01 de noviembre de 1977 | C. D. Atlético Baleares | 1:0 | Cádiz C. F. |  |  |

| Vuelta; 16 de noviembre de 1977 | Cádiz C. F. | 3:1 (Global 3:2) | C. D. Atlético Baleares |  |  |

| Ida; 01 de noviembre de 1977 | C. D. Tudelano | 2:1 | R. Sporting de Gijón |  |  |

| Vuelta; 16 de noviembre de 1977 | R. Sporting de Gijón | 5:1 (Global 6:3) | C. D. Tudelano |  |  |

| Ida; 01 de noviembre de 1977 | U. D. Figueras | 1:2 | R. Racing C. de Santander |  |  |

| Vuelta; 16 de noviembre de 1977 | R. Racing C. de Santander | 2:2 (Global 4:3) | U. D. Figueras |  |  |

| Ida; 01 de noviembre de 1977 | C. D. Carabanchel | 4:1 | C. F. Calvo Sotelo de Puertollano |  |  |

| Vuelta; 16 de noviembre de 1977 | C. F. Calvo Sotelo de Puertollano | 1:1 (Global 2:5) | C. D. Carabanchel |  |  |

| Ida; 01 de noviembre de 1977 | A. P. Almansa | 0:2 | A. D. Rayo Vallecano |  |  |

| Vuelta; 09 de noviembre de 1977 | A. D. Rayo Vallecano | 2:1 (Global 4:1) | A. P. Almansa |  |  |

| Ida; 01 de noviembre de 1977 | C. Atlético Osasuna | 2:0 | C. D. Guadalajara |  |  |

| Vuelta; 16 de noviembre de 1977 | C. D. Guadalajara | 1:2 (Global 1:4) | C. Atlético Osasuna |  |  |

| Ida; 01 de noviembre de 1977 | R. C. D. Coruña | 3:0 | U. P. Plasencia |  |  |

| Vuelta; 16 de noviembre de 1977 | U. P. Plasencia | 1:2 (Global 1:5) | R. C. D. Coruña |  |  |

| Ida; 01 de noviembre de 1977 | C. D. Europa | 3:3 | C. D. Málaga |  |  |

| Vuelta; 16 de noviembre de 1977 | C. D. Málaga | 5:0 (Global 8:3) | C. D. Europa |  |  |

| Ida; 01 de noviembre de 1977 | Real Jaén C. F. | 1:1 | Real Unión Club |  |  |

| Vuelta; 16 de noviembre de 1977 | Real Unión Club | 3:0 (Global 4:1) | Real Jaén C. F. |  |  |

| Ida; 01 de noviembre de 1977 | Onteniente C. F. | 1:0 | A. D. Torrejón de Ardoz |  |  |

| Vuelta; 16 de noviembre de 1977 | A. D. Torrejón de Ardoz | 0:0 (Global 0:1) | Onteniente C. F. |  |  |

| Ida; 01 de noviembre de 1977 | Gerona C. F. | 3:0 | C. D. Alcoyano |  |  |

| Vuelta; 15 de noviembre de 1977 | C. D. Alcoyano | 1:2 (Global 1:5) | Gerona C. F. |  |  |

| Ida; 01 de noviembre de 1977 | C. D. Mestalla | 3:0 | Sevilla Atlético C. |  |  |

| Vuelta; 16 de noviembre de 1977 | Sevilla Atlético C. | 2:1 (Global 2:4) | C. D. Mestalla |  |  |

| Ida; 01 de noviembre de 1977 | U. D. Español de SVR | 0:0 | C. D. Mirandés |  |  |

| Vuelta; 15 de noviembre de 1977 | C. D. Mirandés | 1:0 (Global 1:0) | U. D. Español de SVR |  |  |

| Ida; 01 de noviembre de 1977 | C. D. Toledo | 2:0 | C. D. Badajoz |  |  |

| Vuelta; 16 de noviembre de 1977 | C. D. Badajoz | 3:1 (t. s.)(3-4 p.)(Global 3:3) | C. D. Toledo |  |  |

| Ida; 01 de noviembre de 1977 | Talavera C. F. | 2:0 | Arosa S. C. |  |  |

| Vuelta; 16 de noviembre de 1977 | Arosa S. C. | 0:0 (Global 0:2) | Talavera C. F. |  |  |

| Ida; 01 de noviembre de 1977 | C. D. Sariñena | 0:2 | S. D. Rayo Cantabria |  |  |

| Vuelta; 17 de noviembre de 1977 | S. D. Rayo Cantabria | 3:1 (Global 5:1) | C. D. Sariñena |  |  |

| Ida; 01 de noviembre de 1977 | C. D. San Fernando | 4:1 | C. Gimnástico de Tarragona |  |  |

| Vuelta; 16 de noviembre de 1977 | C. Gimnástico de Tarragona | 0:1 (Global 1:5) | C. D. San Fernando |  |  |

| Ida; 02 de noviembre de 1977 | Sevilla F. C. | 2:0 | C. D. San Andrés |  |  |

| Vuelta; 16 de noviembre de 1977 | C. D. San Andrés | 1:2 (Global 1:4) | Sevilla F. C. |  |  |

| Ida; 02 de noviembre de 1977 | Orihuela Deportiva C. F. | 0:1 | Deportivo Alavés |  |  |

| Vuelta; 16 de noviembre de 1977 | Deportivo Alavés | 2:0 (Global 3:0) | Orihuela Deportiva C. F. |  |  |

| Ida; 02 de noviembre de 1977 | Real Oviedo C. F. | 2:0 | Cultural D. Leonesa |  |  |

| Vuelta; 16 de noviembre de 1977 | Cultural D. Leonesa | 1:2 (Global 1:4) | Real Oviedo C. F. |  |  |

| Ida; 02 de noviembre de 1977 | U. P. Langreo | 1:0 | Granada C. F. |  |  |

| Vuelta; 16 de noviembre de 1977 | Granada C. F. | 3:0 (Global 3:1) | U. P. Langreo |  |  |

| Ida; 02 de noviembre de 1977 | Racing C. de Ferrol | 2:0 | Real Murcia C. F. |  |  |

| Vuelta; 16 de noviembre de 1977 | Real Murcia C. F. | 5:1 (Global 5:3) | Racing C. de Ferrol |  |  |

| Ida; 02 de noviembre de 1977 | Levante U. D. | 5:0 | C. D. Colonia Moscardó |  |  |

| Vuelta; 16 de noviembre de 1977 | C. D. Colonia Moscardó | 2:4 (Global 2:9) | Levante U. D. |  |  |

| Ida; 02 de noviembre de 1977 | Real Sociedad de F. | 1:1 | Xerez C. D. |  |  |

| Vuelta; 16 de noviembre de 1977 | Xerez C. D. | 2:2 (t. s.)(7-8 p.)(Global 3:3) | Real Sociedad de F. |  |  |

| Ida; 02 de noviembre de 1977 | C. Atlético Marbella | 4:1 | R. S. Gimnástica de Torrelavega |  |  |

| Vuelta; 16 de noviembre de 1977 | R. S. Gimnástica de Torrelavega | 2:0 (Global 3:4) | C. Atlético Marbella |  |  |

| Ida; 02 de noviembre de 1977 | Córdoba C. F. | 1:0 | Bilbao Athletic C. |  |  |

| Vuelta; 24 de noviembre de 1977 | Bilbao Athletic C. | 1:2 (Global 1:3) | Córdoba C. F. |  |  |

| Ida; 02 de noviembre de 1977 | R. C. Recreativo de Huelva | 2:0 | R. B. Linense |  |  |

| Vuelta; 16 de noviembre de 1977 | R. B. Linense | 2:2 (Global 2:4) | R. C. Recreativo de Huelva |  |  |

| Ida; 02 de noviembre de 1977 | C. F. Reus Deportivo | 0:0 | Real Zaragoza C. D. |  |  |

| Vuelta; 16 de noviembre de 1977 | Real Zaragoza C. D. | 5:0 (Global 5:0) | C. F. Reus Deportivo |  |  |

| Ida; 02 de noviembre de 1977 | R. C. Celta de Vigo | 2:0 | Cartagena F. C. |  |  |

| Vuelta; 16 de noviembre de 1977 | Cartagena F. C. | 1:0 (Global 1:2) | R. C. Celta de Vigo |  |  |

| Ida; 02 de noviembre de 1977 | C. D. Tenerife | 2:0 | C. D. Malgrat |  |  |

| Vuelta; 16 de noviembre de 1977 | C. D. Malgrat | 1:0 (Global 1:2) | C. D. Tenerife |  |  |

| Ida; 03 de noviembre de 1977 | C. D. La Cava | 1:3 | Linares C. F. |  |  |

| Vuelta; 16 de noviembre de 1977 | Linares C. F. | 2:1 (Global 5:2) | C. D. La Cava |  |  |

| Ida; 09 de noviembre de 1977 | C. F. Gavá | 1:1 | C. D. Castellón |  |  |

| Vuelta; 24 de noviembre de 1977 | C. D. Castellón | 2:1 (Global 3:2) | C. F. Gavá |  |  |

| Ida; 16 de noviembre de 1977 | Fabril Deportivo | 0:3 | Hércules C. F. |  |  |

| Vuelta; 24 de noviembre de 1977 | Hércules C. F. | 4:0 (Global 7:0) | Fabril Deportivo |  |  |

## Tercera ronda

### Cuadro
| Equipo 1                  | Agr.       | Equipo 2                   | Ida | Vuelta |
| ------------------------- | ---------- | -------------------------- | --- | ------ |
| C. F. Burgos              | 9-3        | Talavera C. F.             | 6-0 | 3-3    |
| C. D. Castellón           | 3-6        | C. D. Mestalla             | 2-1 | 1-5    |
| R. C. Celta de Vigo       | 2-3        | Deportivo Alavés           | 2-2 | 0-1    |
| C. D. Ciempozuelos        | 1-2        | C. D. Sabadell C. F.       | 1-2 | 0-0    |
| Córdoba C. F.             | 8-1        | S. D. Rayo Cantabria       | 4-0 | 4-1    |
| R. C. D. Coruña           | 1-1 (pen.) | R. C. D. Español           | 1-1 | 0-0    |
| C. D. Eldense             | 2-3        | C. D. Tenerife             | 1-0 | 1-3    |
| C. Getafe Deportivo       | 2-1        | C. D. Carabanchel          | 1-1 | 1-0    |
| R. Sporting de Gijón      | 5-2        | Real Valladolid Deportivo  | 4-1 | 1-1    |
| Hércules C. F.            | 9-2        | Gerona C. F.               | 8-0 | 1-2    |
| Levante U. D.             | 2-3        | Real Murcia C. F.          | 1-0 | 1-3    |
| Linares C. F.             | 1-4        | Cádiz C. F.                | 1-2 | 0-2    |
| C. Atlético Marbella      | 1-6        | Real Zaragoza C. D.        | 1-2 | 0-4    |
| C. D. Málaga              | 2-5        | U. D. Las Palmas           | 1-1 | 1-4    |
| C. Atlético Osasuna       | 0-1        | C. D. San Fernando         | 0-0 | 0-1    |
| Onteniente C. F.          | 1-8        | Real Oviedo C. F.          | 0-1 | 1-7    |
| A. D. Rayo Vallecano      | 1-3        | R. C. Recreativo de Huelva | 0-0 | 1-3    |
| R. Racing C. de Santander | 1-5        | Real Madrid C. F.          | 0-0 | 1-5    |
| Sevilla F. C.             | 3-1        | Elche C. F.                | 1-0 | 2-1    |
| C. D. Toledo              | 1-9        | Real Sociedad de F.        | 1-3 | 0-6    |
| Real Unión Club           | 2-5        | Granada C. F.              | 1-0 | 1-5    |
| Valencia C. F.            | 6-2        | C. D. Mirandés             | 2-0 | 4-2    |

### Partidos
| Ida; 14 de diciembre de 1977 | C. F. Burgos | 6:0 | Talavera C. F. |  |  |

| Vuelta; 28 de diciembre de 1977 | Talavera C. F. | 3:3 (Global 3:9) | C. F. Burgos |  |  |

| Ida; 14 de diciembre de 1977 | C. D. Castellón | 2:1 | C. D. Mestalla |  |  |

| Vuelta; 28 de diciembre de 1977 | C. D. Mestalla | 5:1 (Global 6:3) | C. D. Castellón |  |  |

| Ida; 14 de diciembre de 1977 | R. C. Celta de Vigo | 2:2 | Deportivo Alavés |  |  |

| Vuelta; 28 de diciembre de 1977 | Deportivo Alavés | 1:0 (Global 3:2) | R. C. Celta de Vigo |  |  |

| Ida; 14 de diciembre de 1977 | C. D. Ciempozuelos | 1:2 | C. D. Sabadell C. F. |  |  |

| Vuelta; 28 de diciembre de 1977 | C. D. Sabadell C. F. | 0:0 (Global 2:1) | C. D. Ciempozuelos |  |  |

| Ida; 14 de diciembre de 1977 | Córdoba C. F. | 4:0 | S. D. Rayo Cantabria |  |  |

| Vuelta; 21 de diciembre de 1977 | S. D. Rayo Cantabria | 1:4 (Global 1:8) | Córdoba C. F. |  |  |

| Ida; 15 de diciembre de 1977 | R. C. D. Coruña | 1:1 | R. C. D. Español |  |  |

| Vuelta; 22 de diciembre de 1977 | R. C. D. Español | 0:0 (t. s.)(5-3 p.)(Global 1:1) | R. C. D. Coruña |  |  |

| Ida; 14 de diciembre de 1977 | C. D. Eldense | 1:0 | C. D. Tenerife |  |  |

| Vuelta; 28 de diciembre de 1977 | C. D. Tenerife | 3:1 (Global 3:2) | C. D. Eldense |  |  |

| Ida; 14 de diciembre de 1977 | C. Getafe Deportivo | 1:1 | C. D. Carabanchel |  |  |

| Vuelta; 28 de diciembre de 1977 | C. D. Carabanchel | 0:1 (Global 1:2) | C. Getafe Deportivo |  |  |

| Ida; 14 de diciembre de 1977 | R. Sporting de Gijón | 4:1 | Real Valladolid Deportivo |  |  |

| Vuelta; 28 de diciembre de 1977 | Real Valladolid Deportivo | 1:1 (Global 2:5) | R. Sporting de Gijón |  |  |

| Ida; 14 de diciembre de 1977 | Hércules C. F. | 8:0 | Gerona C. F. |  |  |

| Vuelta; 28 de diciembre de 1977 | Gerona C. F. | 2:1 (Global 2:9) | Hércules C. F. |  |  |

| Ida; 14 de diciembre de 1977 | Levante U. D. | 1:0 | Real Murcia C. F. |  |  |

| Vuelta; 28 de diciembre de 1977 | Real Murcia C. F. | 3:1 (Global 3:2) | Levante U. D. |  |  |

| Ida; 14 de diciembre de 1977 | Linares C. F. | 1:2 | Cádiz C. F. |  |  |

| Vuelta; 28 de diciembre de 1977 | Cádiz C. F. | 2:0 (Global 4:1) | Linares C. F. |  |  |

| Ida; 15 de diciembre de 1977 | C. Atlético Marbella | 1:2 | Real Zaragoza C. D. |  |  |

| Vuelta; 28 de diciembre de 1977 | Real Zaragoza C. D. | 4:0 (Global 6:1) | C. Atlético Marbella |  |  |

| Ida; 14 de diciembre de 1977 | C. D. Málaga | 1:1 | U. D. Las Palmas |  |  |

| Vuelta; 27 de diciembre de 1977 | U. D. Las Palmas | 4:1 (Global 5:2) | C. D. Málaga |  |  |

| Ida; 14 de diciembre de 1977 | C. Atlético Osasuna | 0:0 | C. D. San Fernando |  |  |

| Vuelta; 21 de diciembre de 1977 | C. D. San Fernando | 1:0 (Global 1:0) | C. Atlético Osasuna |  |  |

| Ida; 14 de diciembre de 1977 | Onteniente C. F. | 0:1 | Real Oviedo C. F. |  |  |

| Vuelta; 28 de diciembre de 1977 | Real Oviedo C. F. | 7:1 (Global 8:1) | Onteniente C. F. |  |  |

| Ida; 14 de diciembre de 1977 | A. D. Rayo Vallecano | 0:0 | R. C. Recreativo de Huelva |  |  |

| Vuelta; 28 de diciembre de 1977 | R. C. Recreativo de Huelva | 3:1 (Global 3:1) | A. D. Rayo Vallecano |  |  |

| Ida; 14 de diciembre de 1977 | R. Racing C. de Santander | 0:0 | Real Madrid C. F. |  |  |

| Vuelta; 22 de diciembre de 1977 | Real Madrid C. F. | 5:1 (Global 5:1) | R. Racing C. de Santander |  |  |

| Ida; 14 de diciembre de 1977 | Sevilla F. C. | 1:0 | Elche C. F. |  |  |

| Vuelta; 28 de diciembre de 1977 | Elche C. F. | 1:2 (Global 1:3) | Sevilla F. C. |  |  |

| Ida; 13 de diciembre de 1977 | C. D. Toledo | 1:3 | Real Sociedad de F. |  |  |

| Vuelta; 27 de diciembre de 1977 | Real Sociedad de F. | 6:0 (Global 9:1) | C. D. Toledo |  |  |

| Ida; 14 de diciembre de 1977 | Real Unión Club | 1:0 | Granada C. F. |  |  |

| Vuelta; 22 de diciembre de 1977 | Granada C. F. | 5:1 (Global 5:2) | Real Unión Club |  |  |

| Ida; 14 de diciembre de 1977 | Valencia C. F. | 2:0 | C. D. Mirandés |  |  |

| Vuelta; 28 de diciembre de 1977 | C. D. Mirandés | 2:4 (Global 2:6) | Valencia C. F. |  |  |

## Cuarta ronda

### Cuadro
| Equipo 1                   | Agr.       | Equipo 2             | Ida | Vuelta |
| -------------------------- | ---------- | -------------------- | --- | ------ |
| Deportivo Alavés           | 3-2        | Real Oviedo C. F.    | 2-0 | 1-2    |
| Cádiz C. F.                | 2-0        | Córdoba C. F.        | 2-0 | 0-0    |
| C. Getafe Deportivo        | (pen.) 4-4 | C. D. Sabadell C. F. | 3-1 | 1-3    |
| R. Sporting de Gijón       | 2-1        | Hércules C. F.       | 1-0 | 1-1    |
| Granada C. F.              | 1-2        | Sevilla F. C.        | 1-2 | 0-0    |
| R. C. Recreativo de Huelva | 3-4        | Burgos C. F.         | 3-2 | 0-2    |
| U. D. Las Palmas           | 1-0        | R. C. D. Español     | 1-0 | 0-0    |
| C. D. Mestalla             | 3-4        | C. D. Tenerife       | 1-2 | 2-2    |
| Real Murcia C. F.          | 3-4        | Real Zaragoza C. D.  | 2-0 | 1-4    |
| C. D. San Fernando         | 2-4        | Valencia C. F.       | 1-0 | 1-4    |

### Partidos
| Ida; 04 de enero de 1978 | Deportivo Alavés | 2:0 | Real Oviedo C. F. |  |  |

| Vuelta; 11 de enero de 1978 | Real Oviedo C. F. | 2:1 (Global 2:3) | Deportivo Alavés |  |  |

| Ida; 04 de enero de 1978 | Cádiz C. F. | 2:0 | Córdoba C. F. |  |  |

| Vuelta; 11 de enero de 1978 | Córdoba C. F. | 0:0 (Global 0:2) | Cádiz C. F. |  |  |

| Ida; 04 de enero de 1978 | C. Getafe Deportivo | 3:1 | C. D. Sabadell C. F. |  |  |

| Vuelta; 11 de enero de 1978 | C. D. Sabadell C. F. | 3:1 (t. s.)(5-6 p.)(Global 4:4) | C. Getafe Deportivo |  |  |

| Ida; 04 de enero de 1978 | R. Sporting de Gijón | 1:0 | Hércules C. F. |  |  |

| Vuelta; 11 de enero de 1978 | Hércules C. F. | 1:1 (Global 1:2) | R. Sporting de Gijón |  |  |

| Ida; 04 de enero de 1978 | Granada C. F. | 1:2 | Sevilla F. C. |  |  |

| Vuelta; 11 de enero de 1978 | Sevilla F. C. | 0:0 (Global 2:1) | Granada C. F. |  |  |

| Ida; 04 de enero de 1978 | R. C. Recreativo de Huelva | 3:2 | Burgos C. F. |  |  |

| Vuelta; 11 de enero de 1978 | Burgos C. F. | 2:0 (Global 4:3) | R. C. Recreativo de Huelva |  |  |

| Ida; 04 de enero de 1978 | U. D. Las Palmas | 1:0 | R. C. D. Español |  |  |

| Vuelta; 11 de enero de 1978 | R. C. D. Español | 0:0 (Global 0:1) | U. D. Las Palmas |  |  |

| Ida; 04 de enero de 1978 | C. D. Mestalla | 1:2 | C. D. Tenerife |  |  |

| Vuelta; 11 de enero de 1978 | C. D. Tenerife | 2:2 (Global 4:3) | C. D. Mestalla |  |  |

| Ida; 04 de enero de 1978 | Real Murcia C. F. | 2:0 | Real Zaragoza C. D. |  |  |

| Vuelta; 11 de enero de 1978 | Real Zaragoza C. D. | 4:1 (Global 4:3) | Real Murcia C. F. |  |  |

| Ida; 04 de enero de 1978 | C. D. San Fernando | 1:0 | Valencia C. F. |  |  |

| Vuelta; 11 de enero de 1978 | Valencia C. F. | 4:1 (Global 4:2) | C. D. San Fernando |  |  |

## Fase final
|  | Octavos de final                                        | Octavos de final                                        | Octavos de final                                        | Octavos de final                                        |   |                    | Cuartos de final                                           | Cuartos de final                                           | Cuartos de final                                           | Cuartos de final                                           |  |                  | Semifinales                                           | Semifinales                                           | Semifinales                                           | Semifinales                                           |  |                 | Final                                                 | Final                                                 |  |
|  | 18 de enero de 1978 (ida) 8 de febrero de 1978 (vuelta) | 18 de enero de 1978 (ida) 8 de febrero de 1978 (vuelta) | 18 de enero de 1978 (ida) 8 de febrero de 1978 (vuelta) | 18 de enero de 1978 (ida) 8 de febrero de 1978 (vuelta) |   |                    | 15 de febrero de 1978 (ida) 22 de febrero de 1978 (vuelta) | 15 de febrero de 1978 (ida) 22 de febrero de 1978 (vuelta) | 15 de febrero de 1978 (ida) 22 de febrero de 1978 (vuelta) | 15 de febrero de 1978 (ida) 22 de febrero de 1978 (vuelta) |  |                  | 8 de marzo de 1978 (ida) 22 de marzo de 1978 (vuelta) | 8 de marzo de 1978 (ida) 22 de marzo de 1978 (vuelta) | 8 de marzo de 1978 (ida) 22 de marzo de 1978 (vuelta) | 8 de marzo de 1978 (ida) 22 de marzo de 1978 (vuelta) |  |                 | 19 de abril de 1978 Estadio Santiago Bernabeu, Madrid | 19 de abril de 1978 Estadio Santiago Bernabeu, Madrid |  |
|  |                                                         |                                                         |                                                         |                                                         |   |                    |                                                            |                                                            |                                                            |                                                            |  |                  |                                                       |                                                       |                                                       |                                                       |  |                 |                                                       |                                                       |  |
|  |                                                         |                                                         |                                                         |                                                         |   |                    |                                                            |                                                            |                                                            |                                                            |  |                  |                                                       |                                                       |                                                       |                                                       |  |                 |                                                       |                                                       |  |
|  | Valencia C. F.                                          | 3                                                       | 0                                                       | 3                                                       |   |                    |                                                            |                                                            |                                                            |                                                            |  |                  |                                                       |                                                       |                                                       |                                                       |  |                 |                                                       |                                                       |  |
|  | Valencia C. F.                                          | 3                                                       | 0                                                       | 3                                                       |   |                    |                                                            |                                                            |                                                            |                                                            |  |                  |                                                       |                                                       |                                                       |                                                       |  |                 |                                                       |                                                       |  |
|  | C. D. Tenerife                                          | 0                                                       | 0                                                       | 0                                                       |   |                    |                                                            |                                                            |                                                            |                                                            |  |                  |                                                       |                                                       |                                                       |                                                       |  |                 |                                                       |                                                       |  |
|  | C. D. Tenerife                                          | 0                                                       | 0                                                       | 0                                                       |   | Valencia C. F.     | 1                                                          | 2                                                          | 2                                                          |                                                            |  |                  |                                                       |                                                       |                                                       |                                                       |  |                 |                                                       |                                                       |  |
|  |                                                         |                                                         |                                                         |                                                         |   | Valencia C. F.     | 1                                                          | 2                                                          | 2                                                          |                                                            |  |                  |                                                       |                                                       |                                                       |                                                       |  |                 |                                                       |                                                       |  |
|  |                                                         |                                                         | Real Sociedad                                           | 1                                                       | 4 | 5                  |                                                            |                                                            |                                                            |                                                            |  |                  |                                                       |                                                       |                                                       |                                                       |  |                 |                                                       |                                                       |  |
|  | Real Sociedad                                           | 2                                                       | Real Sociedad                                           | 1                                                       | 4 | 5                  | 1                                                          | 3                                                          |                                                            |                                                            |  |                  |                                                       |                                                       |                                                       |                                                       |  |                 |                                                       |                                                       |  |
|  | Real Sociedad                                           | 2                                                       |                                                         |                                                         |   |                    |                                                            |                                                            |                                                            |                                                            |  |                  |                                                       |                                                       |                                                       |                                                       |  |                 |                                                       |                                                       |  |
|  | Real Madrid C. F.                                       | 0                                                       | 2                                                       | 2                                                       |   |                    |                                                            |                                                            |                                                            |                                                            |  |                  |                                                       |                                                       |                                                       |                                                       |  |                 |                                                       |                                                       |  |
|  | Real Madrid C. F.                                       | 0                                                       | 2                                                       | 2                                                       |   |                    |                                                            |                                                            |                                                            |                                                            |  | Real Sociedad    | 0                                                     | 1                                                     | 1                                                     |                                                       |  |                 |                                                       |                                                       |  |
|  |                                                         |                                                         |                                                         |                                                         |   |                    |                                                            |                                                            |                                                            |                                                            |  | Real Sociedad    | 0                                                     | 1                                                     | 1                                                     |                                                       |  |                 |                                                       |                                                       |  |
|  |                                                         |                                                         | F. C. Barcelona                                         | 0                                                       | 2 | 2                  |                                                            |                                                            |                                                            |                                                            |  |                  |                                                       |                                                       |                                                       |                                                       |  |                 |                                                       |                                                       |  |
|  | Deportivo Alavés                                        | 2                                                       | F. C. Barcelona                                         | 0                                                       | 2 | 2                  | 1                                                          | 3                                                          |                                                            |                                                            |  |                  |                                                       |                                                       |                                                       |                                                       |  |                 |                                                       |                                                       |  |
|  | Deportivo Alavés                                        | 2                                                       |                                                         |                                                         |   |                    |                                                            |                                                            |                                                            |                                                            |  |                  |                                                       |                                                       |                                                       |                                                       |  |                 |                                                       |                                                       |  |
|  | Real Zaragoza                                           | 0                                                       | 2                                                       | 2                                                       |   |                    |                                                            |                                                            |                                                            |                                                            |  |                  |                                                       |                                                       |                                                       |                                                       |  |                 |                                                       |                                                       |  |
|  | Real Zaragoza                                           | 0                                                       | 2                                                       | 2                                                       |   | Deportivo Alavés   | 1                                                          | 0                                                          | 1                                                          |                                                            |  |                  |                                                       |                                                       |                                                       |                                                       |  |                 |                                                       |                                                       |  |
|  |                                                         |                                                         |                                                         |                                                         |   | Deportivo Alavés   | 1                                                          | 0                                                          | 1                                                          |                                                            |  |                  |                                                       |                                                       |                                                       |                                                       |  |                 |                                                       |                                                       |  |
|  |                                                         |                                                         | F. C. Barcelona                                         | 0                                                       | 2 | 2                  |                                                            |                                                            |                                                            |                                                            |  |                  |                                                       |                                                       |                                                       |                                                       |  |                 |                                                       |                                                       |  |
|  | C. Getafe Deportivo                                     | 3                                                       | F. C. Barcelona                                         | 0                                                       | 2 | 2                  | 0                                                          | 3                                                          |                                                            |                                                            |  |                  |                                                       |                                                       |                                                       |                                                       |  |                 |                                                       |                                                       |  |
|  | C. Getafe Deportivo                                     | 3                                                       |                                                         |                                                         |   |                    |                                                            |                                                            |                                                            |                                                            |  |                  |                                                       |                                                       |                                                       |                                                       |  |                 |                                                       |                                                       |  |
|  | F. C. Barcelona                                         | 3                                                       | 8                                                       | 11                                                      |   |                    |                                                            |                                                            |                                                            |                                                            |  |                  |                                                       |                                                       |                                                       |                                                       |  |                 |                                                       |                                                       |  |
|  | F. C. Barcelona                                         | 3                                                       | 8                                                       | 11                                                      |   |                    |                                                            |                                                            |                                                            |                                                            |  |                  |                                                       |                                                       |                                                       |                                                       |  | F. C. Barcelona | 3                                                     |                                                       |  |
|  |                                                         |                                                         |                                                         |                                                         |   |                    |                                                            |                                                            |                                                            |                                                            |  |                  |                                                       |                                                       |                                                       |                                                       |  | F. C. Barcelona | 3                                                     |                                                       |  |
|  |                                                         |                                                         | U. D. Las Palmas                                        | 1                                                       |   |                    |                                                            |                                                            |                                                            |                                                            |  |                  |                                                       |                                                       |                                                       |                                                       |  |                 |                                                       |                                                       |  |
|  | Atlético de Madrid (p.)                                 | 1                                                       | U. D. Las Palmas                                        | 1                                                       | 4 | 5 (5)              |                                                            |                                                            |                                                            |                                                            |  |                  |                                                       |                                                       |                                                       |                                                       |  |                 |                                                       |                                                       |  |
|  | Atlético de Madrid (p.)                                 | 1                                                       |                                                         |                                                         |   |                    |                                                            |                                                            |                                                            |                                                            |  |                  |                                                       |                                                       |                                                       |                                                       |  |                 |                                                       |                                                       |  |
|  | Athletic Club                                           | 2                                                       | 3                                                       | 5 (4)                                                   |   |                    |                                                            |                                                            |                                                            |                                                            |  |                  |                                                       |                                                       |                                                       |                                                       |  |                 |                                                       |                                                       |  |
|  | Athletic Club                                           | 2                                                       | 3                                                       | 5 (4)                                                   |   | Atlético de Madrid | 3                                                          | 0                                                          | 3                                                          |                                                            |  |                  |                                                       |                                                       |                                                       |                                                       |  |                 |                                                       |                                                       |  |
|  |                                                         |                                                         |                                                         |                                                         |   | Atlético de Madrid | 3                                                          | 0                                                          | 3                                                          |                                                            |  |                  |                                                       |                                                       |                                                       |                                                       |  |                 |                                                       |                                                       |  |
|  |                                                         |                                                         | U. D. Las Palmas                                        | 2                                                       | 2 | 4                  |                                                            |                                                            |                                                            |                                                            |  |                  |                                                       |                                                       |                                                       |                                                       |  |                 |                                                       |                                                       |  |
|  | Cádiz C. F.                                             | 1                                                       | U. D. Las Palmas                                        | 2                                                       | 2 | 4                  | 0                                                          | 1                                                          |                                                            |                                                            |  |                  |                                                       |                                                       |                                                       |                                                       |  |                 |                                                       |                                                       |  |
|  | Cádiz C. F.                                             | 1                                                       |                                                         |                                                         |   |                    |                                                            |                                                            |                                                            |                                                            |  |                  |                                                       |                                                       |                                                       |                                                       |  |                 |                                                       |                                                       |  |
|  | U. D. Las Palmas                                        | 0                                                       | 3                                                       | 3                                                       |   |                    |                                                            |                                                            |                                                            |                                                            |  |                  |                                                       |                                                       |                                                       |                                                       |  |                 |                                                       |                                                       |  |
|  | U. D. Las Palmas                                        | 0                                                       | 3                                                       | 3                                                       |   |                    |                                                            |                                                            |                                                            |                                                            |  | U. D. Las Palmas | 3                                                     | 2                                                     | 5                                                     |                                                       |  |                 |                                                       |                                                       |  |
|  |                                                         |                                                         |                                                         |                                                         |   |                    |                                                            |                                                            |                                                            |                                                            |  | U. D. Las Palmas | 3                                                     | 2                                                     | 5                                                     |                                                       |  |                 |                                                       |                                                       |  |
|  |                                                         |                                                         | Sporting de Gijón                                       | 0                                                       | 3 | 3                  |                                                            |                                                            |                                                            |                                                            |  |                  |                                                       |                                                       |                                                       |                                                       |  |                 |                                                       |                                                       |  |
|  | Burgos C. F.                                            | 3                                                       | Sporting de Gijón                                       | 0                                                       | 3 | 3                  | 2                                                          | 5                                                          |                                                            |                                                            |  |                  |                                                       |                                                       |                                                       |                                                       |  |                 |                                                       |                                                       |  |
|  | Burgos C. F.                                            | 3                                                       |                                                         |                                                         |   |                    |                                                            |                                                            |                                                            |                                                            |  |                  |                                                       |                                                       |                                                       |                                                       |  |                 |                                                       |                                                       |  |
|  | Real Betis                                              | 2                                                       | 5                                                       | 7                                                       |   |                    |                                                            |                                                            |                                                            |                                                            |  |                  |                                                       |                                                       |                                                       |                                                       |  |                 |                                                       |                                                       |  |
|  | Real Betis                                              | 2                                                       | 5                                                       | 7                                                       |   | Real Betis         | 3                                                          | 0                                                          | 3                                                          |                                                            |  |                  |                                                       |                                                       |                                                       |                                                       |  |                 |                                                       |                                                       |  |
|  |                                                         |                                                         |                                                         |                                                         |   | Real Betis         | 3                                                          | 0                                                          | 3                                                          |                                                            |  |                  |                                                       |                                                       |                                                       |                                                       |  |                 |                                                       |                                                       |  |
|  |                                                         |                                                         | Sporting de Gijón                                       | 1                                                       | 3 | 4                  |                                                            |                                                            |                                                            |                                                            |  |                  |                                                       |                                                       |                                                       |                                                       |  |                 |                                                       |                                                       |  |
|  | Sevilla F. C.                                           | 0                                                       | Sporting de Gijón                                       | 1                                                       | 3 | 4                  | 1                                                          | 1                                                          |                                                            |                                                            |  |                  |                                                       |                                                       |                                                       |                                                       |  |                 |                                                       |                                                       |  |
|  | Sevilla F. C.                                           | 0                                                       |                                                         |                                                         |   |                    |                                                            |                                                            |                                                            |                                                            |  |                  |                                                       |                                                       |                                                       |                                                       |  |                 |                                                       |                                                       |  |
|  | Sporting de Gijón                                       | 1                                                       | 3                                                       | 4                                                       |   |                    |                                                            |                                                            |                                                            |                                                            |  |                  |                                                       |                                                       |                                                       |                                                       |  |                 |                                                       |                                                       |  |
|  | Sporting de Gijón                                       | 1                                                       | 3                                                       | 4                                                       |   |                    |                                                            |                                                            |                                                            |                                                            |  |                  |                                                       |                                                       |                                                       |                                                       |  |                 |                                                       |                                                       |  |
|  |                                                         |                                                         |                                                         |                                                         |   |                    |                                                            |                                                            |                                                            |                                                            |  |                  |                                                       |                                                       |                                                       |                                                       |  |                 |                                                       |                                                       |  |

### Octavos de final
La ronda de los octavos de final tuvo lugar los días 18 de enero, los partidos de ida; y 8 de febrero de 1978, los de vuelta.
| Local ida               | Resultado global    | Local vuelta           | Ida   | Vuelta |
| ----------------------- | ------------------- | ---------------------- | ----- | ------ |
| Deportivo Alavés        | 3 - 2               | Real Zaragoza          | 2 - 0 | 1 - 2  |
| Club Atlético de Madrid | 5 - 5 (pen., 5 - 4) | Athletic Club          | 1 - 2 | 4 - 3  |
| Burgos C. F.            | 5 - 7               | Real Betis Balompié    | 3 - 2 | 2 - 5  |
| Cádiz C. F.             | 1 - 3               | U. D. Las Palmas       | 1 - 0 | 0 - 3  |
| Club Getafe Deportivo   | 3 - 11              | F. C. Barcelona        | 3 - 3 | 0 - 8  |
| Real Sociedad de Fútbol | 3 - 2               | Real Madrid C. F.      | 2 - 0 | 1 - 2  |
| Sevilla F. C.           | 1 - 4               | Real Sporting de Gijón | 0 - 1 | 1 - 3  |
| Valencia C. F.          | 3 - 0               | C. D. Tenerife         | 3 - 0 | 0 - 0  |

### Cuartos de final
La ronda de cuartos de final tuvo lugar entre los días 15 de febrero, los partidos de ida; y 22 de febrero de 1978, los de vuelta.
| Local ida               | Resultado global | Local vuelta            | Ida   | Vuelta |
| ----------------------- | ---------------- | ----------------------- | ----- | ------ |
| Deportivo Alavés        | 1 - 2            | F. C. Barcelona         | 1 - 0 | 0 - 2  |
| Club Atlético de Madrid | 3 - 4            | U. D. Las Palmas        | 3 - 2 | 0 - 2  |
| Real Betis Balompié     | 3 - 4            | Real Sporting de Gijón  | 3 - 1 | 0 - 3  |
| Valencia C. F.          | 2 - 5            | Real Sociedad de Fútbol | 1 - 1 | 1 - 4  |

### Semifinales
La ronda de semifinales tuvo lugar entre el 8 de marzo, los partidos de ida; y el 22 de marzo de 1978, los de vuelta.
| Local ida               | Resultado global | Local vuelta           | Ida   | Vuelta |
| ----------------------- | ---------------- | ---------------------- | ----- | ------ |
| U. D. Las Palmas        | 5 - 3            | Real Sporting de Gijón | 3 - 0 | 2 - 3  |
| Real Sociedad de Fútbol | 1 - 2            | F. C. Barcelona        | 0 - 0 | 1 - 2  |

### Final
La final de la Copa del Rey 1977-78 tuvo lugar el 19 de abril de 1978 en el estadio Santiago Bernabéu de Madrid.
| 1          | POR        | Pedro Maria Artola |     |
| 4          | DEF        | Antonio Olmo       | 53' |
| 3          | DEF        | Migueli            |     |
| 6          | DEF        | Johan Neeskens     | 39' |
| 2          | DEF        | Toño de la Cruz    |     |
| 8          | MED        | Carles Rexach      |     |
| 5          | MED        | Rafael Zuviría     |     |
| 10         | MED        | Juan Manuel Asensi |     |
| 7          | DEL        | Paco Fortes        |     |
| 9          | DEL        | Johan Cruyff       |     |
| 11         | DEL        | Esteban Vigo       |     |
| Entrenador | Entrenador | Rinus Michels      |     |

| 1          | POR        | Daniel Carnevali      |     |
| 2          | DEF        | Gerardo Miranda       |     |
| 5          | DEF        | Juan Felipe Martin    |     |
| 4          | DEF        | Roque Díaz Fuentes    |     |
| 3          | DEF        | Guillermo Hernández   |     |
| 6          | MED        | Félix Marrero Morán   | 63' |
| 8          | MED        | Miguel Ángel Brindisi |     |
| 10         | MED        | Jorge Fernández Armas |     |
| 11         | MED        | Noly                  |     |
| 7          | DEL        | Crispín García        |     |
| 9          | DEL        | Carlos Morete         |     |
| Entrenador | Entrenador | Miguel Muñoz          |     |

| 12 | MED | José Macizo   | 39' |
| 14 | DEF | Tente Sánchez | 53' |

| 15 | DEL | José Ángel Rivero | 63' |

| Anotado · Penal | 9'  | Carles Rexach      | 1-0 |
| Anotado         | 14' | Juan Manuel Asensi | 2-0 |
| Anotado         | 27' | Carles Rexach      | 3-1 |

| Anotado | 20' | Miguel Ángel Brindisi | 2-1 |

| Amonestado | 29' | Johan Neeskens |
| Amonestado | 41' | José Macizo    |

| Amonestado | 37' | Noly                  |
| Amonestado | 38' | Jorge Fernández Armas |
| Amonestado | 55' | Félix Marrero Morán   |

| Árbitro | Ángel Franco Martínez |

| 1          | POR        | Pedro Maria Artola |     |
| 4          | DEF        | Antonio Olmo       | 53' |
| 3          | DEF        | Migueli            |     |
| 6          | DEF        | Johan Neeskens     | 39' |
| 2          | DEF        | Toño de la Cruz    |     |
| 8          | MED        | Carles Rexach      |     |
| 5          | MED        | Rafael Zuviría     |     |
| 10         | MED        | Juan Manuel Asensi |     |
| 7          | DEL        | Paco Fortes        |     |
| 9          | DEL        | Johan Cruyff       |     |
| 11         | DEL        | Esteban Vigo       |     |
| Entrenador | Entrenador | Rinus Michels      |     |

| 1          | POR        | Daniel Carnevali      |     |
| 2          | DEF        | Gerardo Miranda       |     |
| 5          | DEF        | Juan Felipe Martin    |     |
| 4          | DEF        | Roque Díaz Fuentes    |     |
| 3          | DEF        | Guillermo Hernández   |     |
| 6          | MED        | Félix Marrero Morán   | 63' |
| 8          | MED        | Miguel Ángel Brindisi |     |
| 10         | MED        | Jorge Fernández Armas |     |
| 11         | MED        | Noly                  |     |
| 7          | DEL        | Crispín García        |     |
| 9          | DEL        | Carlos Morete         |     |
| Entrenador | Entrenador | Miguel Muñoz          |     |

| 12 | MED | José Macizo   | 39' |
| 14 | DEF | Tente Sánchez | 53' |

| 15 | DEL | José Ángel Rivero | 63' |

| Anotado · Penal | 9'  | Carles Rexach      | 1-0 |
| Anotado         | 14' | Juan Manuel Asensi | 2-0 |
| Anotado         | 27' | Carles Rexach      | 3-1 |

| Anotado | 20' | Miguel Ángel Brindisi | 2-1 |

| Amonestado | 29' | Johan Neeskens |
| Amonestado | 41' | José Macizo    |

| Amonestado | 37' | Noly                  |
| Amonestado | 38' | Jorge Fernández Armas |
| Amonestado | 55' | Félix Marrero Morán   |

| Árbitro | Ángel Franco Martínez |

|                         |
|                         |
| Campeón F. C. Barcelona |
| 18.° título             |